# Mangrovejégmadár
A mangrovejégmadár vagy apró jégmadár (Ceyx pusillus) a madarak osztályának szalakótaalakúak (Coraciiformes) rendjébe és a jégmadárfélék (Alcedinidae) családjába tartozó faj.

## Rendszerezése
A fajt Coenraad Jacob Temminck holland arisztokrata és zoológus írta le 1836-ban. Sorolták az Alcedo nembe Alcedo pussilla néven is.

## Alfajai
- Ceyx pusillus halmaherae - (Salomonsen, 1934) - Halmahera és Batjan (északi-Maluku-szigetek)
- Ceyx pusillus laetior - (Rand, 1941) - Új-Guinea északi része
- Ceyx pusillus pusillus - (Temminck, 1836) - Új-Guinea déli, nyugati és keleti része, az Aru-szigetek, a Kai-szigetek és a D'Entrecasteaux-szigetek
- Ceyx pusillus ramsayi - (North, 1912) - Ausztrália északi része
- Ceyx pusillus halli - (Mathews, 1912) - Ausztrália északkeleti része
- Ceyx pusillus masauji - (Mathews, 1927) - Bismarck-szigetek
- Ceyx pusillus bougainvillei - (Ogilvie-Grant, 1914) - Bougainville és Buka és a Salamon-szigetek közül Choiseul, Santa Isabel és a Florida-szigetek (a szigetcsoport északi és középső szigetei)
- Ceyx pusillus richardsi - (Tristram, 1882) - a Salamon-szigetek közül Vella Lavella és Vangunu (a szigetcsoport középső és déli szigetei)
- Ceyx pusillus aolae - (Ogilvie-Grant, 1914) - Guadalcanal

## Előfordulása
Ausztrália északi részén, Indonézia, Pápua Új-Guinea és a Salamon-szigetek területén honos. Természetes élőhelyei a szubtrópusi és trópusi síkvidéki esőerdők, mangroveerdők és mocsári erdők, mocsarak, folyók és patakok környékén, valamint vidéki kertek.

## Megjelenése
Testhossza 11 centiméter, testtömege 10–14 gramm. A nemek tollazata hasonló.
|  |

## Életmódja
Tápláléka kisebb halakból, rákokból, békákból, gyíkokból áll. Ismétlődő „ki-kik” kiáltásokat hallat. Röpte gyors és egyenes.

## Szaporodása
Fészkét homokba, fákba, termeszvárba vájt üregbe helyezi.

## Természetvédelmi helyzete
Az elterjedési területe nagyon nagy, egyedszáma ugyan csökken, de még nem éri el a kritikus szintet. A Természetvédelmi Világszövetség Vörös listáján nem fenyegetett fajként szerepel.